# تشونغجين
تشونغجين هي ثالث أكبر مدن كوريا الشمالية وهي عاصمة مقاطعة هامغيونغ الشمالية.